# Croc: Legend of the Gobbos
Croc: Legend of the Gobbos, også bare nævnt som Croc, eller på japansk Croc! Pau-Pau Island(クロック!パウパウアイランド) er et platformspil til Playstation, Sega Saturn, PC og Gameboy Color. Spillet er offentliggjort af Fox Interactive og udviklet af Argonaut Software. Spillet kom først ud i USA i 1997 og senere i Danmark.

## Plot
Spillet begynder med at Gobbo-kongen Rufus står og kigger på solnedgangen, da en kurv med en lille babykrokodille (Croc) kommer flydende ned ad floden. De begynder at træne ham op og prøver at gøre ham til deres egen. Efter en del træning vokser Croc hurtigt og er på et øjeblik dobbelt så stor som før. Alt går godt, men pludselig bliver der råbt "Dantinis!", hvor den onde Baron Dante dukker op og invaderer hele Gobbo-øen ved hjælp af sin onde Dantinis. Alle Gobboerne flygter, men Baron Dante får fat i Kongen, og tager ham til fange i et mørkt og dystert rum. Inden Kongen bliver taget til fange, slår han på en gongong, hvorefter en fugl ved navn Beany kommer og tager Croc med sig. Nu er det tid for Croc til at redde alle Gobboerne og til sidst til at redde kongen.

## Selve spillet
Croc skal ud på et eventyr, og her skal han igennem fire øer, der hvert har sit eget tema, og som bliver sværere og sværere, efterhånden som man kommer længere i spillet. Øerne, i rækkefølge, er lava-, is-, sand- og slotsøen.
Banerne
Alle øer består først af tre normale baner, hvor man i hver bane skal samle seks Gobboer og fem forskelligfarvede krystaller. For at få den sidste Gobbo i hver normal bane, skal man samle alle de farvede krystaller, for så at komme gennem en krystaldør, hvor den sidste Gobbo befinder sig. Hver fjerde bane (otte baner i alt per ø) er en boss-bane. Klarer man bossen, og har samlet alle seks Gobboer i de forrige tre baner, låser man op for en bonusbane. Her skal man samle en puslespilsbrik, som låser op for en femte ø. Her skal man klare den sidste boss, og spillet er gennemført.
Boss-banerne
Der findes otte boss-baner i hele spillet, dog en niende på den hemmelige, femte ø. Hver boss skal have tre slag. De bliver skabt af helt uskyldige skabninger, som under Baron Dantes magi bliver til monstre, der prøver at gøre det af med Croc. Hver boss-bane indeholder to rum, hvor man kan nå at opsamle krystaller, som hjælper med, at Croc ikke dør med det samme. Her er navnet på bosserne og en kort beskrivelse af dem:
- The Feeble, en and, der bliver større med en stjerne på maven.
- Flibby, en boksende mariehøne.
- Chumly, en skabning, der får en defekt raket på ryggen.
- Demon Itsy, fire små bjerggeder, der bliver transformeret til et stort monster.
- Neptuna, en fisk, der bliver til en havmand med en trefork.
- Cactus Jack, en kaktus, der bliver til en snurrende kaktus, der skyder med pigge.
- Fosley, en lille dreng med en ballon, der bliver til et stort monster med tre balloner, som kaster med dynamit.
- Baron Dante, spillets mål at besejre. Denne boss skal have ni slag i alt, hvor han skal have tre slag i tre forskellige faser.
- The Secret Sentinil, Baron Dantes sjæl, som dukker op i en krystalform. Her skal man slå på gonggonger for at besejre ham, som forstyrrer ham.

Hemmelige baner
De hemmelige baner, eller bonusbanerne, er der ingen farvede krystaller eller Gobboer. Man skal dog igennem banen for at samle en puslespils brik. Hver bonusbaner dukker op efter man har klaret en boss. Man skal samle otte i alt, og når man har samlet alle, låser man op den femte og sidste ø, hvor man så skal klare den sidste boss.
Den hemmelige ø
Den hemmelige ø består kun af fire baner og én boss. De første fire baner er del sværere og har de fire øers temaer. Der er ingen Gobboer eller farvede krystaller. Målet er bare at gennemføre banerne for så at kæmpe og besejre den sidste boss.

## Karakterer
- Croc, figuren man styrer i spillet. Han er grøn med gult skæl på maven.
- Kong Rufus, kongen af Gobboerne. Han kan kendes på sin gule krone på hovedet.
- Baron Dante, spillets mål at besejre. Han bærer en rød kappe og en klap for øjet.
- Fuglen Beany, fuglen, der transporterer Croc fra sted til sted vha. gonggonger.
- Gobboerne, små, gode og orange væsner, som har opfostret Croc.
- Dantinierne, Crocs fjender gennem spillet. Der findes flere forskellige slags af dem i forskellige farver.

## Banerne
| Bane                          | Navn                          | Oversættelse                   |
| ----------------------------- | ----------------------------- | ------------------------------ |
| Lavaøen                       |                               |                                |
| 1-1                           | And So The Adventure Begins   | Og så begynder eventyret       |
| 1-2                           | Underground Overground        | Underjordisk overjordisk       |
| 1-3                           | Shoutin' Lava Lava Lava       | Råber lava lava lava           |
| 1-B1                          | Lair of the Feeble            | Febbles hule                   |
| 1-S1                          | The Curvy Caverns             | De kurvet grotter              |
| 1-4                           | The Tumbling Dantini          | Den tumblende Dantini          |
| 1-5                           | Cave Fear                     | Hulefrygt                      |
| 1-6                           | Darkness Descends             | Mørket sænker                  |
| 1-B2                          | Fight Night with Flibby       | Kampnat med Flibby             |
| 1-S2                          | The Twisty Tunnels            | De snoede tunneller            |
| Isøen                         |                               |                                |
| 2-1                           | The Ice of Life               | Livets is                      |
| 2-2                           | Be Wheely Careful1            | Vær rigtig forsigtig           |
| 2-3                           | Riot Brrrrr                   | Løbsk brrrrr                   |
| 2-B1                          | Chumly's Snow Den             | Chumlys snehule                |
| 2-S1                          | Clouds of Ice                 | Skyer af is                    |
| 2-4                           | I Snow Him So Well2           | Jeg sner ham så godt           |
| 2-5                           | Say No Snow                   | Sig ikke sne                   |
| 2-6                           | License to Chill3             | Licens til at fryse            |
| 2-B2                          | Demon Itsy's Ice Palace       | Demon Itsys ispalads           |
| 2-S2                          | Ice Bridge To Eternity        | Isbro til evigheden            |
| Sandøen                       |                               |                                |
| 3-1                           | Lights Camel Action4          | Lys, kamel, action             |
| 3-2                           | Mud Pit Mania                 | Mudderhulsmani                 |
| 3-3                           | Goin' Underground             | Går underjordisk               |
| 3-B1                          | The Deadly Tank of Neptuna    | Neptunas dødelige akvarium     |
| 3-S1                          | Arabian Heights               | Arabiske højder                |
| 3-4                           | Sand and Freedom              | Sand og frihed                 |
| 3-5                           | Leap of Faith                 | Trosspringet                   |
| 3-6                           | Life's a Beach                | Livet er en strand             |
| 3-B2                          | Cactus Jack's Ranch           | Kaktus Jacks ranch             |
| 3-S2                          | Defeato Burrito               | Defeato burrito                |
| Slotsøen                      |                               |                                |
| 4-1                           | The Tower of Power            | Kraftens tårn                  |
| 4-2                           | Hassle in the Castle          | Besvær i slottet               |
| 4-3                           | Dungeon of Defright           | Frygtens fangekælder           |
| 4-B1                          | Fosley's Freaky Donut         | Fosleys sindssyge donut        |
| 4-S1                          | Smash and See                 | Smadr og se                    |
| 4-4                           | Ballistic Meg's Fairway       | Ballistiske Megs fairway       |
| 4-5                           | Swipe Swiftly's Wicked Ride   | Swipe Swiftlys onde tur        |
| 4-6                           | Panic at Platform Pete's Lair | Panik i Platform Petes hule    |
| 4-B2                          | Baron Dante's Funky Inferno   | Baron Dantes funky inferno     |
| 4-S2                          | Jailhouse Croc                | Arresthus Croc                 |
| Sentineløen (Den hemmelige ø) |                               |                                |
| 5-1                           | And So the Adventure Returns  | Og så vender eventyret tilbage |
| 5-2                           | Diet Brrrrr                   | Diet brrrrr                    |
| 5-3                           | Trial on the Nile             | Prøveperiode på Nilen          |
| 5-4                           | Crox Interactive              | Crox Interaktivt               |
| 5-B                           | Secret Sentinel               | Hemmelige Sentinel             |

1Be Wheely Careful: Et ordspil med "Be really careful", da der er mange tandhjul med i banen 

2I Snow Him So Well: Et ordspil med "I Know Him So Well", da banen foregår på Isøen. "I Know Him So Well" er desuden en sang 

3License to Chill: Et ordspil med "License to kill", som kendes fra James Bond 

4Lights Camel Action: Et ordspil med det kendte filmcitat "Lights, Camera, Action!" Altså "Lys, kamera, action!"

## Musik
Musikken er komponeret af Justin Scharvona.